# Sainte-Néomaye
 Sainte-Néomaye  es una población y comuna francesa, en la región de Poitou-Charentes, departamento de Deux-Sèvres, en el distrito de Niort y cantón de Saint-Maixent-l'École-2.

## Demografía
| 622 | 577 | 566 | 642 | 697 | 843 |
| Para los censos de 1962 a 1999 la población legal corresponde a la población sin duplicidades (Fuente: INSEE [Consultar]) |     |     |     |     |     |